# Carlos Augusto Ferreira
Carlos Augusto Ferreira (Porto Alegre, 1844  — Rio de Janeiro, 12 de fevereiro de 1913) foi um escritor, poeta e jornalista brasileiro.

## Biografia
Foi poeta membro da Sociedade Partenon Literário e aprendiz de ourives, saudou em verso a D. Pedro II, no Theatro São Pedro, quando o imperador veio a Porto Alegre, em 1865, após a rendição de Uruguaiana.
Admirado com o talento do jovem, D. Pedro II quis conhecê-lo pessoalmente e lhe propôs uma viagem de estudos no Rio de Janeiro, custeada pela Corte. Ferreira aceitou prontamente o convite, desistindo de seu noivado com Amália Figueiroa. Tendo recebido do imperador uma bolsa, matriculando-se na Faculdade de Direito de São Paulo, Ferreira porém, pouco antes de se formar, em 1870, declarou-se republicano e abandonou os estudos. Dedicou-se ao jornalismo, trabalhando no Correio Paulistano, onde publicou crônicas semanais.
Mudou-se para Campinas, onde fundou, com Querino dos Santos, a Gazeta de Campinas e depois o Colégio Benjamin Constant.
No fim da vida, a desgraça perseguiu o escritor: morreu-lhe a filha e ele ficou hemiplégico, impossibilitado, portanto, de escrever.
Sucumbiu, no Rio de Janeiro, a 12 de fevereiro de 1913, após lenta agonia.

## Obras
Como poeta publicou:
- Cânticos Juvenis, 1867
- Rosas loucas, 1868
- Alcíones, 1870
- Redivivas, 1881
- Plumas ao vento, 1908

Também escreveu comédias e dramas para o teatro:
- Lúcia, 1868
- Madalena, 1868
- Mártires do coração, 1869
- A calúnia, 1871
- Os pequenos e os grandes, 1872
- O marido da doida, 1874
- A esposa, 1880